# Meidericher Spielverein Duisburg 2016-2017 (femminile)
Questa voce raccoglie le informazioni riguardanti il Meidericher Spielverein Duisburg  nelle competizioni ufficiali della stagione calcistica 2016-2017.

## Stagione
Nella stagione 2016-2017 l'MSV Duisburg, allenato dalla ex nazionale tedesca Inka Grings, concluse il campionato di Frauen-Bundesliga al 10º posto raggiungendo così la salvezza, mentre in coppa di Germania fu eliminato agli ottavi di finale dal Cloppenburg.

## Divise e sponsor
La scelta cromatica delle maglie era la stessa dell'MSV Duisburg maschile. Il main sponsor era Sparkasse Duisburg, mentre quello tecnico, fornitore delle tenute di gioco, era Capelli Sport.
| Casa | Trasferta | Terza divisa |

## Organigramma societario
Staff tecnico come da sito ufficiale.
Area tecnica
- Allenatrice: Inka Grings
- Allenatore in seconda: Andreas Billetter
- Allenatore dei portieri: Andreas Kontra
- Fisioterapista: Timo Kleinefehn
- Medico sportivo: Claus Petsch

## Rosa
Rosa, ruoli e numeri di maglia come da sito ufficiale, aggiornati al 26 marzo 2017.
| N. |                     | Ruolo | Calciatore            |
| -- | ------------------- | ----- | --------------------- |
| 1  | Germania (bandiera) | P     | Meike Kämper          |
| 2  | Germania (bandiera) | D     | Isabel Schenk         |
| 5  | Germania (bandiera) | D     | Alice Hellfeier       |
| 8  | Austria (bandiera)  | A     | Simona Koren          |
| 9  | Israele (bandiera)  | A     | Lee Sima Falkon       |
| 10 | Germania (bandiera) | A     | Sofia Nati            |
| 11 | Germania (bandiera) | C     | Linda Bresonik (cap.) |
| 13 | Canada (bandiera)   | C     | Danica Wu             |
| 14 | Germania (bandiera) | C     | Jülide Mirvan         |
| 16 | Svizzera (bandiera) | D     | Sandra Betschart      |
| 17 | Germania (bandiera) | C     | Yvonne Zielinski      |
| 18 | Germania (bandiera) | A     | Nicole Munzert        |
| 19 | Germania (bandiera) | A     | Stefanie Weichelt     |

| N. |                     | Ruolo | Calciatore            |
| -- | ------------------- | ----- | --------------------- |
| 20 | Germania (bandiera) | D     | Julia Debitzki        |
| 21 | Germania (bandiera) | C     | Selina Maria Boveleth |
| 22 | Germania (bandiera) | D     | Lara Heß              |
| 23 | Germania (bandiera) | P     | Lena Nuding           |
| 24 | Germania (bandiera) | D     | Virginia Kirchberger  |
| 25 | Svizzera (bandiera) | D     | Rahel Kiwic           |
| 27 | Austria (bandiera)  | A     | Lisa Marie Makas      |
| 28 | Ungheria (bandiera) | C     | Zsófia Rácz           |
| 30 | Germania (bandiera) | C     | Anna-Sophie Fliege    |
| 31 | Germania (bandiera) | D     | Marina Himmighofen    |
| 32 | Germania (bandiera) | P     | Lisa Klostermann      |
| 33 | Germania (bandiera) | D     | Kathleen Radtke       |

## Calciomercato

### Sessione estiva
| Acquisti | Acquisti             | Acquisti         | Acquisti   |
| R.       | Nome                 | da               | Modalità   |
| -------- | -------------------- | ---------------- | ---------- |
| P        | Lena Nuding          | Colonia          | definitivo |
| D        | Virginia Kirchberger | Colonia          | definitivo |
| C        | Yvonne Zielinski     | Colonia          | definitivo |
| A        | Alina Witt           | Henstedt-Ulzburg | definitivo |

| Cessioni | Cessioni       | Cessioni            | Cessioni                       |
| R.       | Nome           | a                   | Modalità                       |
| -------- | -------------- | ------------------- | ------------------------------ |
| P        | Ricarda Rumohr | MSV Duisburg II     | aggregata alla squadra riserve |
| D        | Laura Neboli   | SGS Essen II        | definitivo                     |
| C        | Madeline Gier  | Borussia M'gladbach | definitivo                     |
| C        | Laura Luís     | Jena                | definitivo                     |
| C        | Petra Mitter   | FFC Vorderland      | definitivo                     |
| A        | Alina Witt     | Henstedt-Ulzburg    | definitivo                     |
| A        | Yuna Segawa    | Schott Mainz        | definitivo                     |

### Sessione invernale
| Acquisti | Acquisti           | Acquisti   | Acquisti   |
| R.       | Nome               | da         | Modalità   |
| -------- | ------------------ | ---------- | ---------- |
| P        | Lisa Klostermann   | Gevelsberg | definitivo |
| D        | Marina Himmighofen |            |            |
| A        | Simona Koren       | LUV Graz   | definitivo |

| Cessioni | Cessioni | Cessioni | Cessioni |
| R.       | Nome     | a        | Modalità |
| -------- | -------- | -------- | -------- |
|          |          |          |          |

## Risultati

### Frauen-Bundesliga

#### Girone di andata
| Arbitro: | Müller-Schmäh (Potsdam) |

|  |           |                                        |
|  | Marcatori | 45+1’ Schüller 50’ Dallmann 63’ Klasen |

| Arbitro: | Wacker (Lehrensteinsfeld) |

|                                                |           |  |
| Petermann 6’, 55’, 64’ Magull 9’ Kayikçi 90+1’ | Marcatori |  |

| Arbitro: | Kunkel (Amburgo) |

|                                       |           |           |
| Bresonik 24’ Kirchberger 31’ Nati 64’ | Marcatori | 76’ Hearn |

| Arbitro: | Appelmann (Alzey) |

|                      |           |  |
| Jakabfi 30’ Popp 89’ | Marcatori |  |

| Arbitro: | Schlemmer (Nußbach) |

|  |           |           |
|  | Marcatori | 22’ Barth |

| Arbitro: | Lohmeyer (Holtland) |

|                                           |           |         |
| Miedema 43’ Lewandowski 69’ Behringer 86’ | Marcatori | 51’ Heß |

| Arbitro: | Wozniak (Herne) |

|                                                                                          |           |  |
| Sandvej 45’ Škorvánková 48’ Van Bonn 51’ Feiersinger 65’ Debitzki 67’ (aut.) Nikolić 76’ | Marcatori |  |

| Arbitro: | Weigelt (Lipsia) |

|         |           |  |
| Heß 17’ | Marcatori |  |

| Arbitro: | Westerhoff (Bochum) |

|              |           |  |
| Islacker 71’ | Marcatori |  |

| Arbitro: | Baitinger (Friesenheim) |

|                     |           |               |
| Nati 11’ Wahlen 82’ | Marcatori | 44’ Kleinikel |

| Arbitro: | Westerhoff (Bochum) |

|                                                                    |           |  |
| Kemme 4’, 70’ Huth 29’, 74’ Rauch 33’, 64’ Gasper 67’ Zadrazil 77’ | Marcatori |  |

#### Girone di ritorno
| Arbitro: | Westerhoff (Bochum) |

|               |           |         |
| Ioannidou 52’ | Marcatori | 35’ Heß |

| Arbitro: | Stolz (Pritzwalk) |

|                             |           |                            |
| Kiwic 23’, 80’ Debitzki 73’ | Marcatori | 31’ Kayikçi 47’, 71’ Gwinn |

| Arbitro: | Weigelt (Lipsia) |

|             |           |  |
| Voňková 62’ | Marcatori |  |

| Arbitro: | Kunkel (Amburgo) |

|  |           |                                                   |
|  | Marcatori | 69’ Pajor 79’ Van Egmond 83’ (rig.) Graham Hansen |

| Leverkusen 2 aprile 2017, ore 14:00 CEST 16ª giornata | Bayer Leverkusen   | 0 – 0 referto | MSV Duisburg | Ulrich-Haberland-Stadion (538 spett.)\| Arbitro: \| Heimann (Gladbeck) \| |
| Arbitro:                                              | Heimann (Gladbeck) |               |              |                                                                           |

| Arbitro: | Wacker (Lehrensteinsfeld) |

|  |           |                      |
|  | Marcatori | 81’ (rig.) Behringer |

| Arbitro: | Westerhoff (Bochum) |

|                                 |           |                                |
| Kiwic 26’ (rig.), 83’ Makas 35’ | Marcatori | 32’, 43’ Burger 58’ Vetterlein |

| Arbitro: | Wozniak (Herne) |

|            |           |  |
| Demann 30’ | Marcatori |  |

| Arbitro: | Kunkel (Amburgo) |

|              |           |                         |
| Weichelt 72’ | Marcatori | 9’ Groenen 34’ Nagasato |

| Arbitro: | Stolz (Pritzwalk) |

|             |           |                           |
| Lohmann 21’ | Marcatori | 20’, 77’ Kiwic 47’ Radtke |

| Arbitro: | Söder (Ingolstadt) |

|              |           |                       |
| Weichelt 29’ | Marcatori | 43’ Rauch 70’ Lindner |

### DFB-Pokal der Frauen
| Arbitro: | Schlemmer (Nußbach) |

|  |           |                                                                                     |
|  | Marcatori | 40’, 82’, 84’ Radtke 47’ Falkon 61’ Fliege 68’, 76’ Bresonik 72’ Nati 90’ Betschart |

| Arbitro: | Mielke (Amburgo) |

|  |           |                                                          |
|  | Marcatori | 33’ Nati 60’ Radtke 77’ Falkon 80’ Kirchberger 86’ Kiwic |

| Arbitro: | Wozniak (Herne) |

|                 |           |  |
| Van Der Wal 67’ | Marcatori |  |

## Statistiche

### Statistiche di squadra
| Competizione         | Punti | In casa | In casa | In casa | In casa | In casa | In casa | In trasferta | In trasferta | In trasferta | In trasferta | In trasferta | In trasferta | Totale | Totale | Totale | Totale | Totale | Totale | DR  |
| Competizione         | Punti | G       | V       | N       | P       | Gf      | Gs      | G            | V            | N            | P            | Gf           | Gs           | G      | V      | N      | P      | Gf     | Gs     | DR  |
| -------------------- | ----- | ------- | ------- | ------- | ------- | ------- | ------- | ------------ | ------------ | ------------ | ------------ | ------------ | ------------ | ------ | ------ | ------ | ------ | ------ | ------ | --- |
| Frauen-Bundesliga    | 16    | 11      | 3       | 2       | 6       | 14      | 20      | 11           | 1            | 2            | 8            | 5            | 29           | 22     | 4      | 4      | 14     | 19     | 49     | -30 |
| DFB-Pokal der Frauen | -     | -       | -       | -       | -       | -       | -       | 3            | 2            | 0            | 1            | 14           | 1            | 3      | 2      | 0      | 1      | 14     | 1      | +13 |
| Totale               | -     | 11      | 3       | 2       | 6       | 14      | 20      | 14           | 3            | 2            | 9            | 19           | 30           | 25     | 6      | 4      | 15     | 33     | 50     | -17 |

### Andamento in campionato
| Giornata  | 1  | 2  | 3 | 4  | 5  | 6  | 7  | 8  | 9  | 10 | 11 | 12 | 13 | 14 | 15 | 16 | 17 | 18 | 19 | 20 | 21 | 22 |
| --------- | -- | -- | - | -- | -- | -- | -- | -- | -- | -- | -- | -- | -- | -- | -- | -- | -- | -- | -- | -- | -- | -- |
| Luogo     | C  | T  | C | T  | C  | T  | T  | C  | T  | C  | T  | T  | C  | T  | C  | T  | C  | C  | T  | C  | T  | C  |
| Risultato | P  | P  | V | P  | P  | P  | P  | V  | P  | V  | P  | N  | N  | P  | P  | N  | P  | N  | P  | P  | V  | P  |
| Posizione | 10 | 11 | 9 | 10 | 11 | 11 | 11 | 11 | 11 | 8  | 9  | 9  | 9  | 9  | 9  | 9  | 10 | 10 | 10 | 10 | 10 | 10 |

Legenda:

Luogo: C = Casa; T = Trasferta. Risultato: V = Vittoria; N = Pareggio; P = Sconfitta.

### Statistiche delle giocatrici
| Giocatore       | Frauen-Bundesliga | Frauen-Bundesliga | Frauen-Bundesliga | Frauen-Bundesliga | DFB-Pokal der Frauen | DFB-Pokal der Frauen | DFB-Pokal der Frauen | DFB-Pokal der Frauen | Totale   | Totale | Totale      | Totale     |
| Giocatore       | Presenze          | Reti              | Ammonizioni       | Espulsioni        | Presenze             | Reti                 | Ammonizioni          | Espulsioni           | Presenze | Reti   | Ammonizioni | Espulsioni |
| --------------- | ----------------- | ----------------- | ----------------- | ----------------- | -------------------- | -------------------- | -------------------- | -------------------- | -------- | ------ | ----------- | ---------- |
| S. Betschart    | 16                | 0                 | 2                 | 0                 | 2                    | 1                    | 0                    | 0                    | 18       | 1      | 2           | 0          |
| S.M. Boveleth   | 1                 | 0                 | 0                 | 0                 | -                    | -                    | -                    | -                    | 1        | 0      | 0           | 0          |
| L. Bresonik     | 12                | 1                 | 1                 | 0                 | 1                    | 2                    | 0                    | 0                    | 13       | 3      | 1           | 0          |
| J. Debitzki     | 21                | 1                 | 2                 | 0                 | 2                    | 0                    | 0                    | 0                    | 23       | 1      | 2           | 0          |
| L. Falkon       | 13                | 0                 | 0                 | 1                 | 3                    | 2                    | 0                    | 0                    | 16       | 2      | 0           | 1          |
| A-S. Fliege     | 10                | 0                 | 2                 | 0                 | 3                    | 1                    | 0                    | 0                    | 13       | 1      | 2           | 0          |
| A. Hellfeier    | 12                | 0                 | 3                 | 0                 | 3                    | 0                    | 0                    | 0                    | 15       | 0      | 3           | 0          |
| S. Hellfeier    | 2                 | -7                | 0                 | 0                 | 0                    | 0                    | 0                    | 0                    | 2        | -7     | 0           | 0          |
| L. Heß          | 20                | 3                 | 0                 | 0                 | 2                    | 0                    | 1                    | 0                    | 22       | 3      | 1           | 0          |
| M. Himmighofen  | 8                 | 0                 | 1                 | 1                 | -                    | -                    | -                    | -                    | 8        | 0      | 1           | 1          |
| M. Kämper       | 2                 | -8                | 0                 | 0                 | -                    | -                    | -                    | -                    | 2        | -8     | 0           | 0          |
| V. Kirchberger  | 22                | 1                 | 1                 | 0                 | 3                    | 1                    | 1                    | 0                    | 25       | 2      | 2           | 0          |
| R. Kiwic        | 21                | 6                 | 7                 | 0                 | 3                    | 1                    | 0                    | 0                    | 24       | 7      | 7           | 0          |
| L. Klostermann  | 1                 | -2                | 0                 | 0                 | -                    | -                    | -                    | -                    | 1        | -2     | 0           | 0          |
| S. Simona Koren | 3                 | 0                 | 0                 | 0                 | -                    | -                    | -                    | -                    | 3        | 0      | 0           | 0          |
| L. Makas        | 13                | 1                 | 1                 | 0                 | -                    | -                    | -                    | -                    | 13       | 1      | 1           | 0          |
| J. Mirvan       | -                 | -                 | -                 | -                 | -                    | -                    | -                    | -                    | -        | -      | -           | -          |
| N. Munzert      | 14                | 0                 | 3                 | 0                 | 2                    | 0                    | 0                    | 0                    | 16       | 0      | 3           | 0          |
| S. Nati         | 10                | 2                 | 0                 | 0                 | 3                    | 2                    | 0                    | 0                    | 13       | 4      | 0           | 0          |
| L. Nuding       | 18                | -34               | 0                 | 0                 | 3                    | -1                   | 0                    | 0                    | 21       | -35    | 0           | 0          |
| Z. Rácz         | 22                | 0                 | 2                 | 0                 | 3                    | 0                    | 0                    | 0                    | 25       | 0      | 2           | 0          |
| K. Radtke       | 22                | 1                 | 1                 | 0                 | 3                    | 4                    | 0                    | 0                    | 25       | 5      | 1           | 0          |
| I. Schenk       | 3                 | 0                 | 0                 | 0                 | 0                    | 0                    | 0                    | 0                    | 3        | 0      | 0           | 0          |
| S. Weichelt     | 11                | 2                 | 1                 | 0                 | -                    | -                    | -                    | -                    | 11       | 2      | 1           | 0          |
| A. Witt         | -                 | -                 | -                 | -                 | 1                    | 0                    | 0                    | 0                    | 1        | 0      | 0           | 0          |
| D. Wu           | 10                | 0                 | 0                 | 0                 | 2                    | 0                    | 0                    | 0                    | 12       | 0      | 0           | 0          |
| Y. Zielinski    | 19                | 0                 | 0                 | 0                 | 3                    | 0                    | 0                    | 0                    | 22       | 0      | 0           | 0          |